# Trento Cionini
Trento Cionini, né le 23 avril 1919 à Urbania et mort le 30 novembre 2005 à Rome, est un graveur italien.
Il est l'auteur de nombreux timbres et billets de banque italiens, dont le billet de 500 000 lires Raffaello, billet de plus grosse valeur jamais produit par la Banque d'Italie.
Il a créé des billets pour plusieurs autres nations, dont l'Inde, la Chine, la Corée, l'Indonésie ainsi que la Yougoslavie.

## Billets créés par Trento Cionini

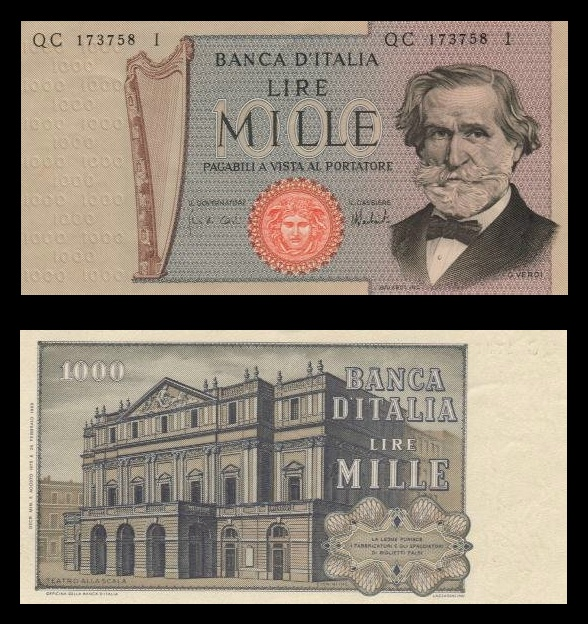
Le 1 000 lires Verdi.
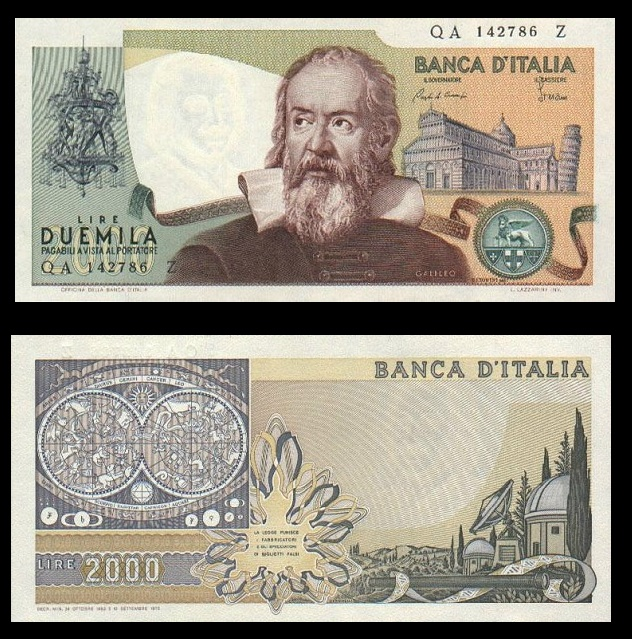
Le 2 000 lires Galileo.
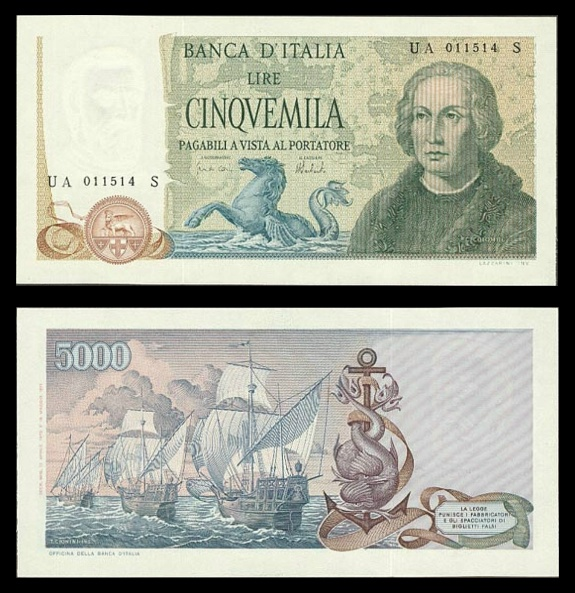
Le 5 000 lires Colombo.
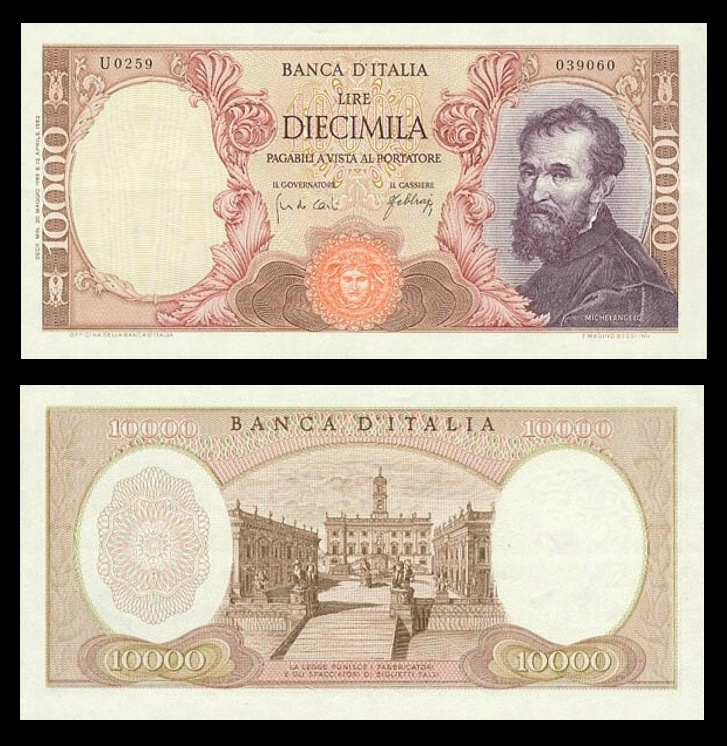
Le 10 000 lires Michelangelo.
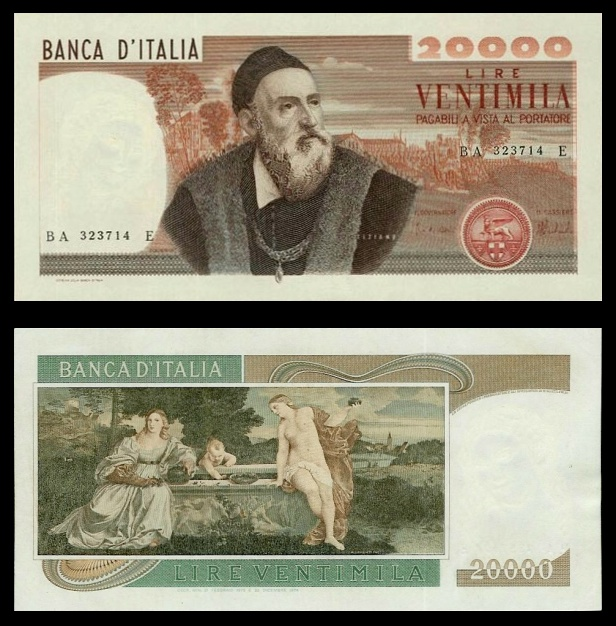
Le 20 000 lires Tiziano.
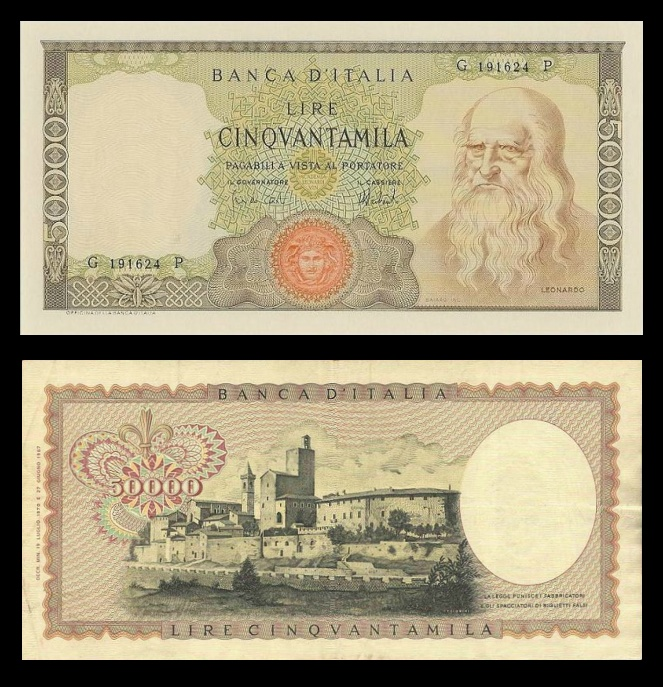
Le 50 000 lires Leonardo.
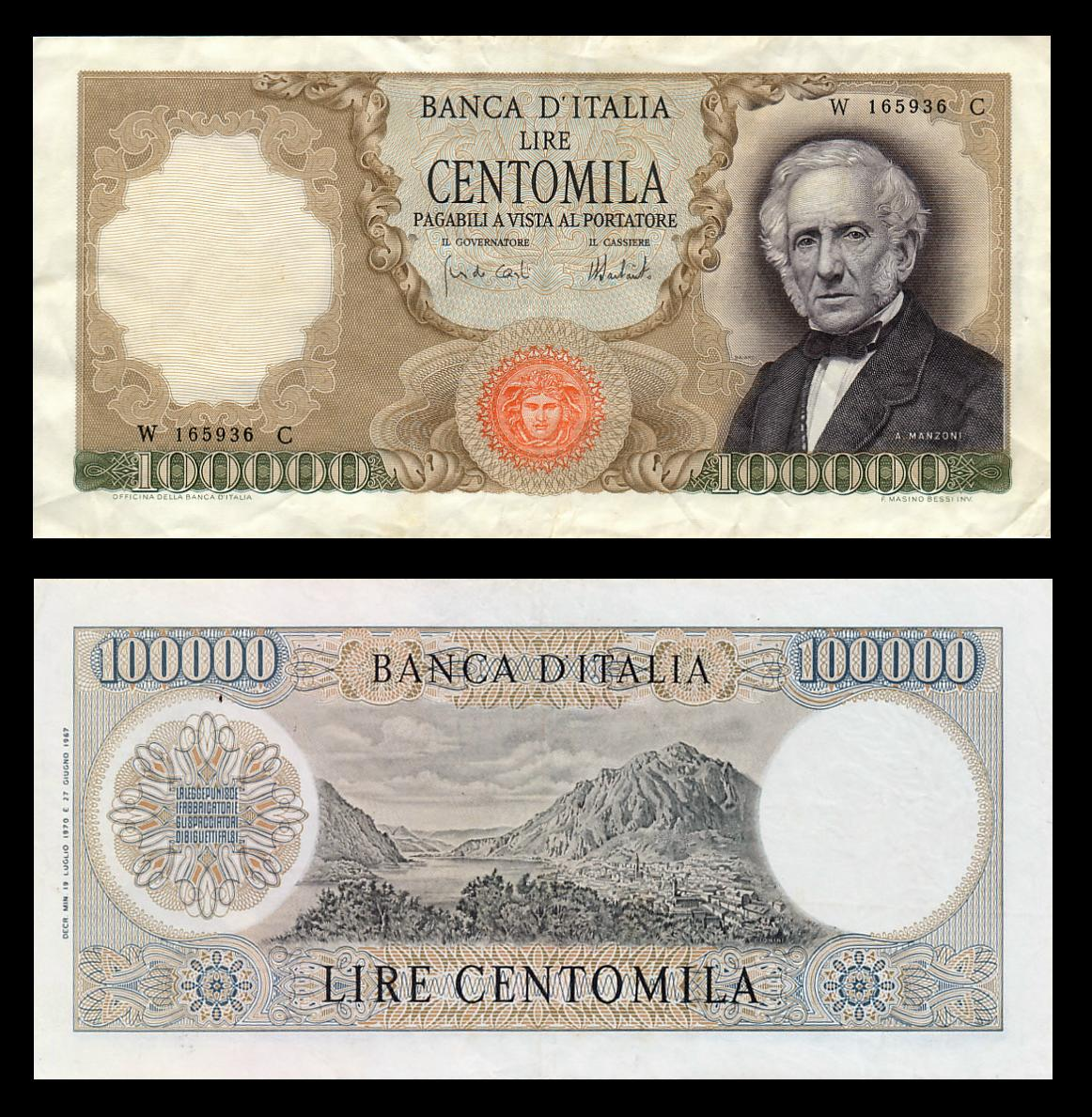
Le 100 000 lires Manzoni.
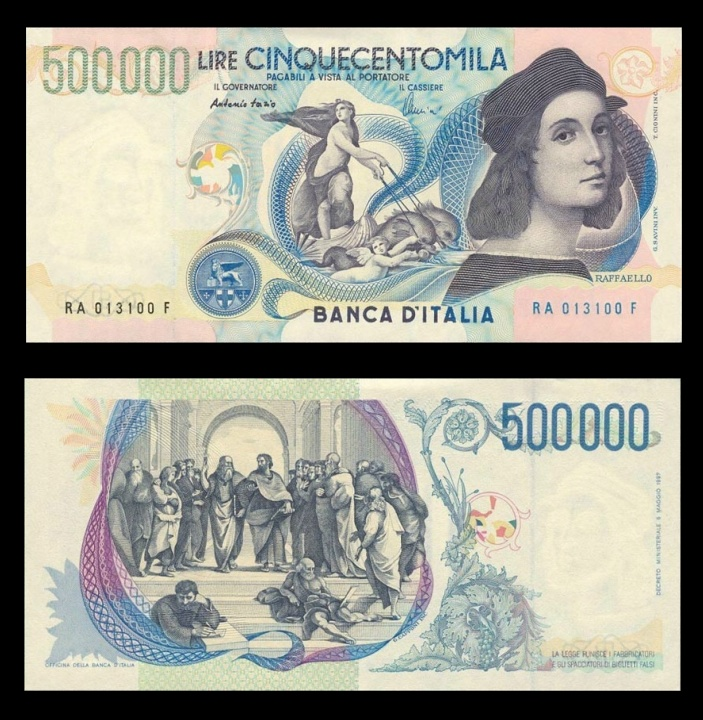
Le 500 000 lires Raffaello.